# Stafford Smythe-emlékkupa

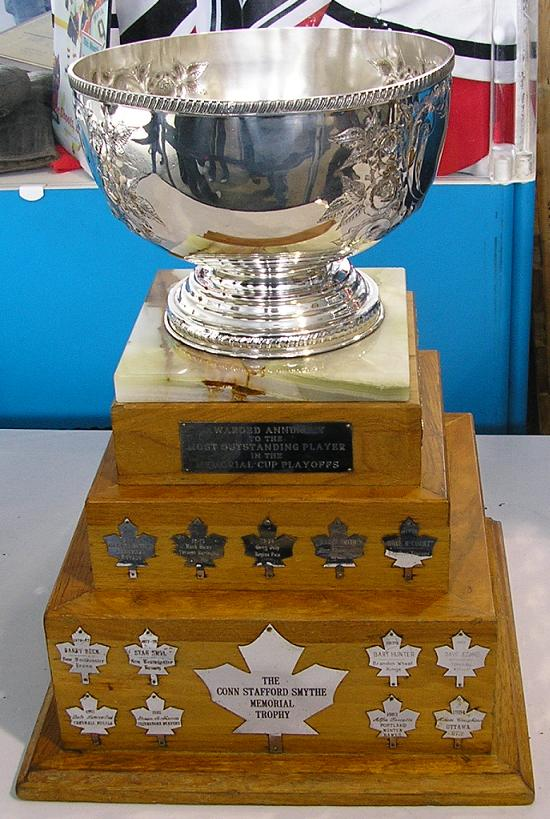
A trófea

A Stafford Smythe Emlékkupa egy trófea, melyet a Memorial-kupa legértékesebb játékosa kap. A díjat Stafford Smythe-ről nevezték el.

## A díjazottak
| Szezon | Győztes                                                                | Csapat                                                                 | Liga                                                                   |
| ------ | ---------------------------------------------------------------------- | ---------------------------------------------------------------------- | ---------------------------------------------------------------------- |
| 2020   | A bajnokság elmaradt a Covid19-pandémia miatt. A trófeát nem adták át. | A bajnokság elmaradt a Covid19-pandémia miatt. A trófeát nem adták át. | A bajnokság elmaradt a Covid19-pandémia miatt. A trófeát nem adták át. |
| 2019   | Joël Teasdale                                                          | Rouyn-Noranda Huskies                                                  | QMJHL                                                                  |
| 2018   | Sam Steel                                                              | Regina Pats                                                            | WHL                                                                    |
| 2017   | Dylan Strome                                                           | Erie Otters                                                            | OHL                                                                    |
| 2016   | Mitchell Marner                                                        | London Knights                                                         | OHL                                                                    |
| 2015   | Leon Draisaitl                                                         | Kelowna Rockets                                                        | WHL                                                                    |
| 2014   | Edgars Kulda                                                           | Edmonton Oil Kings                                                     | WHL                                                                    |
| 2013   | Nathan MacKinnon                                                       | Halifax Mooseheads                                                     | QMJHL                                                                  |
| 2012   | Michael Chaput                                                         | Shawinigan Cataractes                                                  | QMJHL                                                                  |
| 2011   | Jonathan Huberdeau                                                     | Saint John Sea Dogs                                                    | QMJHL                                                                  |
| 2010   | Taylor Hall                                                            | Windsor Spitfires                                                      | OHL                                                                    |
| 2009   | Taylor Hall                                                            | Windsor Spitfires                                                      | OHL                                                                    |
| 2008   | Dustin Tokarski                                                        | Spokane Chiefs                                                         | WHL                                                                    |
| 2007   | Milan Lucic                                                            | Vancouver Giants                                                       | WHL                                                                    |
| 2006   | Alekszandr Ragyulov                                                    | Québec Remparts                                                        | QMJHL                                                                  |
| 2005   | Corey Perry                                                            | London Knights                                                         | OHL                                                                    |
| 2004   | Kelly Guard                                                            | Kelowna Rockets                                                        | WHL                                                                    |
| 2003   | Derek Roy                                                              | Kitchener Rangers                                                      | OHL                                                                    |
| 2002   | Danny Groulx                                                           | Victoriaville Tigres                                                   | QMJHL                                                                  |
| 2001   | Kyle Wanvig                                                            | Red Deer Rebels                                                        | WHL                                                                    |
| 2000   | Brad Richards                                                          | Rimouski Océanic                                                       | QMJHL                                                                  |
| 1999   | Nick Boynton                                                           | Ottawa 67’s                                                            | OHL                                                                    |
| 1998   | Chris Madden                                                           | Guelph Storm                                                           | OHL                                                                    |
| 1997   | Christian Dubé                                                         | Hull Olympiques                                                        | QMJHL                                                                  |
| 1996   | Cameron Mann                                                           | Peterborough Petes                                                     | OHL                                                                    |
| 1995   | Shane Doan                                                             | Kamloops Blazers                                                       | WHL                                                                    |
| 1994   | Darcy Tucker                                                           | Kamloops Blazers                                                       | WHL                                                                    |
| 1993   | Ralph Intranuovo                                                       | Sault Ste. Marie Greyhounds                                            | OHL                                                                    |
| 1992   | Scott Niedermayer                                                      | Kamloops Blazers                                                       | WHL                                                                    |
| 1991   | Pat Falloon                                                            | Spokane Chiefs                                                         | WHL                                                                    |
| 1990   | Iain Fraser                                                            | Oshawa Generals                                                        | OHL                                                                    |
| 1989   | Dan Lambert                                                            | Swift Current Broncos                                                  | WHL                                                                    |
| 1988   | Rob DiMaio                                                             | Medicine Hat Tigers                                                    | WHL                                                                    |
| 1987   | Wayne McBean                                                           | Medicine Hat Tigers                                                    | WHL                                                                    |
| 1986   | Steve Chiasson                                                         | Guelph Platers                                                         | OHL                                                                    |
| 1985   | Dan Hodgson                                                            | Prince Albert Raiders                                                  | WHL                                                                    |
| 1984   | Adam Creighton                                                         | Ottawa 67’s                                                            | OHL                                                                    |
| 1983   | Alfie Turcott                                                          | Portland Winter Hawks                                                  | WHL                                                                    |
| 1982   | Sean McKenna                                                           | Sherbrooke Castors                                                     | QMJHL                                                                  |
| 1981   | Dale Hawerchuk                                                         | Cornwall Royals                                                        | QMJHL                                                                  |
| 1980   | Dave Ezard                                                             | Cornwall Royals                                                        | QMJHL                                                                  |
| 1979   | Bart Hunter                                                            | Brandon Wheat Kings                                                    | WHL                                                                    |
| 1978   | Stan Smyl                                                              | New Westminster Bruins                                                 | WHL                                                                    |
| 1977   | Barry Beck                                                             | New Westminster Bruins                                                 | WHL                                                                    |
| 1976   | Dale McCourt                                                           | Hamilton Fincups                                                       | OHL                                                                    |
| 1975   | Barry Smith                                                            | New Westminster Bruins                                                 | WHL                                                                    |
| 1974   | Greg Joly                                                              | Regina Pats                                                            | WHL                                                                    |
| 1973   | Mark Howe                                                              | Toronto Marlboros                                                      | OHL                                                                    |
| 1972   | Richard Brodeur                                                        | Cornwall Royals                                                        | QMJHL                                                                  |